# Protoepistenia melanocara
Protoepistenia melanocara är en stekelart som beskrevs av Gibson 2003. Protoepistenia melanocara ingår i släktet Protoepistenia och familjen puppglanssteklar. Inga underarter finns listade i Catalogue of Life.